# FDP-Bundesparteitag 1981
Koordinaten: 50° 56′ 37,8″ N, 6° 58′ 28,3″ O

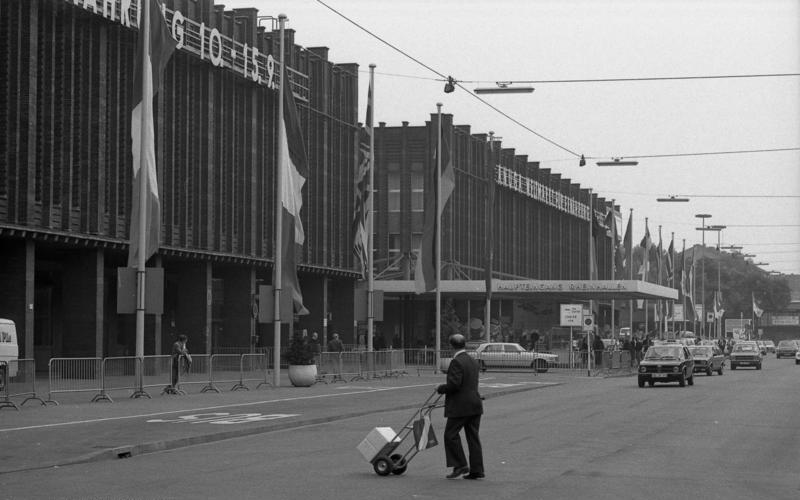
Köln, Messehallen

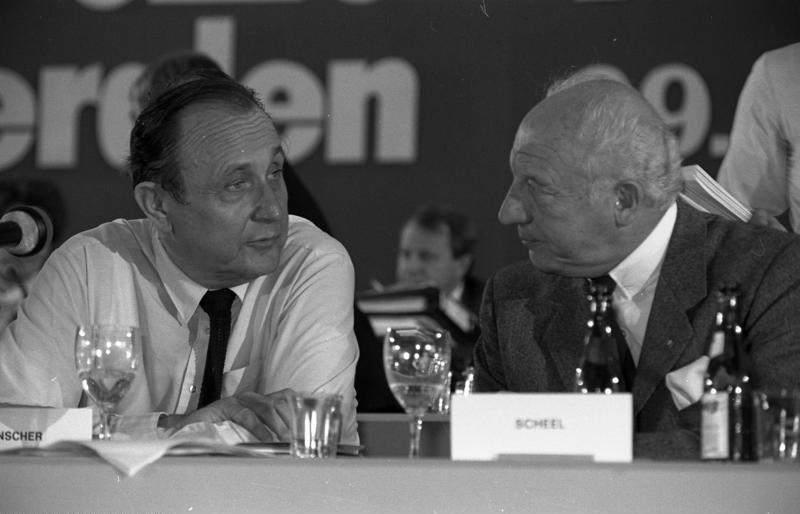
Genscher und Scheel auf dem FDP-Bundesparteitag in Köln

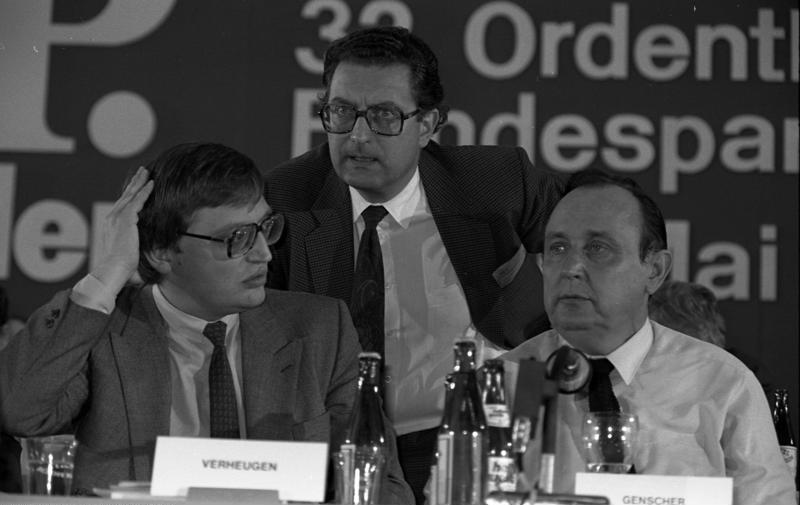
Verheugen, Baum und Genscher auf dem FDP-Bundesparteitag in Köln

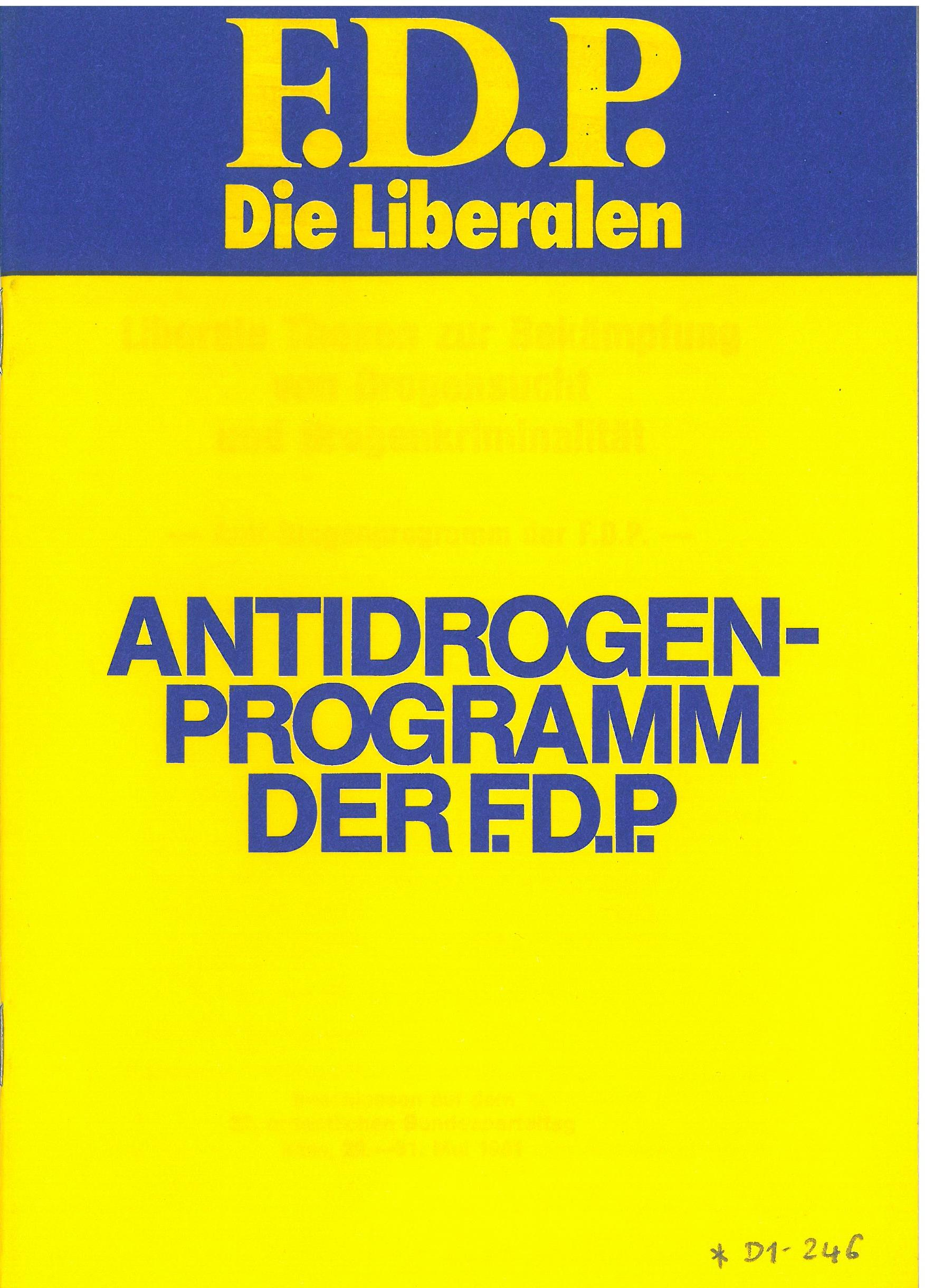
Antidrogenprogramm

Den Bundesparteitag der FDP 1981 hielt die FDP vom 29. bis 31. Mai 1981 in der Halle 8 der Koelnmesse in Köln ab. Es handelte sich um den 32. ordentlichen Bundesparteitag der FDP in der Bundesrepublik Deutschland.

## Delegiertenschlüssel
Insgesamt wurden zum Bundesparteitag 400 Delegierte eingeladen. Nach dem Mitgliederstand der Landesverbände zum 31. Dezember 1979 (200 Delegierte) und den Wählerstimmenzahlen (200 Delegierte) der Bundestagswahl vom 3. Oktober 1976 (Berlin: Wahl zum Abgeordnetenhaus vom 18. März 1979) standen den Landesverbänden für die Amtszeit der Delegierten, die am 1. Mai 1980 begann und am 30. April 1982 endete, die folgenden Delegiertenrechte zu. Die Berechnung durch die Bundesgeschäftsstelle erfolgte am 25. Januar 1980 und wurde den Landesverbänden mitgeteilt.
Nach dem Mitgliederbestand der Landesverbände und den Wählerstimmen ergab sich folgender Delegiertenschlüssel:
| Delegiertenrechte zum Bundesparteitag | Delegiertenrechte zum Bundesparteitag | Delegiertenrechte zum Bundesparteitag | Delegiertenrechte zum Bundesparteitag | Delegiertenrechte zum Bundesparteitag | Delegiertenrechte zum Bundesparteitag | Delegiertenrechte zum Bundesparteitag |
| Landesverband                         | Delegierte nach Mitgliederzahl        | Delegierte nach Mitgliederzahl        | Delegierte nach Wählerstimmen         | Delegierte nach Wählerstimmen         | Summe                                 | Stand 22. März 1979                   |
| ------------------------------------- | ------------------------------------- | ------------------------------------- | ------------------------------------- | ------------------------------------- | ------------------------------------- | ------------------------------------- |
| Baden-Württemberg                     | 8.783                                 | 21                                    | 489.661                               | 32                                    | 53                                    | 53                                    |
| Bayern                                | 8.787                                 | 21                                    | 419.335                               | 27                                    | 48                                    | 48                                    |
| Berlin                                | 2.342                                 | 6                                     | 103.595                               | 7                                     | 13                                    | 13                                    |
| Bremen                                | 848                                   | 2                                     | 55.903                                | 4                                     | 6                                     | 6                                     |
| Hamburg                               | 2.234                                 | 5                                     | 118.969                               | 8                                     | 13                                    | 14                                    |
| Hessen                                | 9.504                                 | 23                                    | 300.864                               | 19                                    | 42                                    | 43                                    |
| Niedersachsen                         | 8.875                                 | 22                                    | 369.526                               | 24                                    | 46                                    | 47                                    |
| Nordrhein-Westfalen                   | 26.236                                | 64                                    | 860.331                               | 55                                    | 119                                   | 116                                   |
| Rheinland-Pfalz                       | 6.418                                 | 16                                    | 183.575                               | 12                                    | 28                                    | 27                                    |
| Saarland                              | 3.827                                 | 9                                     | 49.299                                | 3                                     | 12                                    | 12                                    |
| Schleswig-Holstein                    | 4.571                                 | 11                                    | 147.622                               | 9                                     | 20                                    | 21                                    |
| Bundesgebiet mit Berlin               | 82.425                                | 200                                   | 3.098.680                             | 200                                   | 400                                   | 400                                   |
| Bundesgebiet ohne Berlin              |                                       |                                       | 2.995.085                             |                                       |                                       |                                       |

## Beschlüsse
Der Bundesvorstand brachte zum Bundesparteitag einen Antrag zu „Umweltpolitik für die 80er Jahre – Ökologisches Aktionsprogramm“ und die „Liberalen Thesen zur Bekämpfung von Drogensucht und Drogenkriminalität – Anti-Drogenprogramm der F.D.P.“ ein. Die Einbringungsreden hielten Bundesinnenminister Gerhart Baum (Umwelt) und Staatssekretär Andreas von Schoeler (Drogen). Der Parteitag verabschiedete darüber hinaus Papiere zur „Politik für Frieden und Sicherheit“, zur Fortführung einer friedenssichernden Entwicklungspolitik, zur Außenpolitik, zur Europapolitik und fasste einen Tendenzbeschluss „Global 2000“.

## Wahlen
Aufgrund der Ermordung von Heinz-Herbert Karry, der auf dem 31. ordentlichen Bundesparteitag 1980 in München wieder zum Bundesschatzmeister gewählt worden war, wurde gemäß § 20 der Bundessatzung am 18. Mai ein neuer Tagesordnungspunkt (Nachwahl eines Bundesschatzmeisters) aufgenommen. Zum neuen Bundesschatzmeister wurde Richard Wurbs gewählt.

## Gäste
Als Gäste nahmen u. a. der Verbandsfunktionär Fritz-Heinz Himmelreich, der Publizist Ralf Dahrendorf, der Unternehmer Hans Langemann, der Kölner Regierungspräsident Franz-Josef Antwerpes, der Bundesärztekammerpräsident Karsten Vilmar, der Publizist und Historiker Wolfgang Leonhard, der niederländische Botschafter Diederik van Lynden und der deutsche Botschafter Rüdiger von Wechmar teil.

## Sonstiges
In das Tagungspräsidum wurden gewählt: Liselotte Funcke, Ursel Redepenning, Wolfgang Lüder, Walter Hirche und Klaus-Jürgen Hoffie.